# Копії з Хайберського проходу

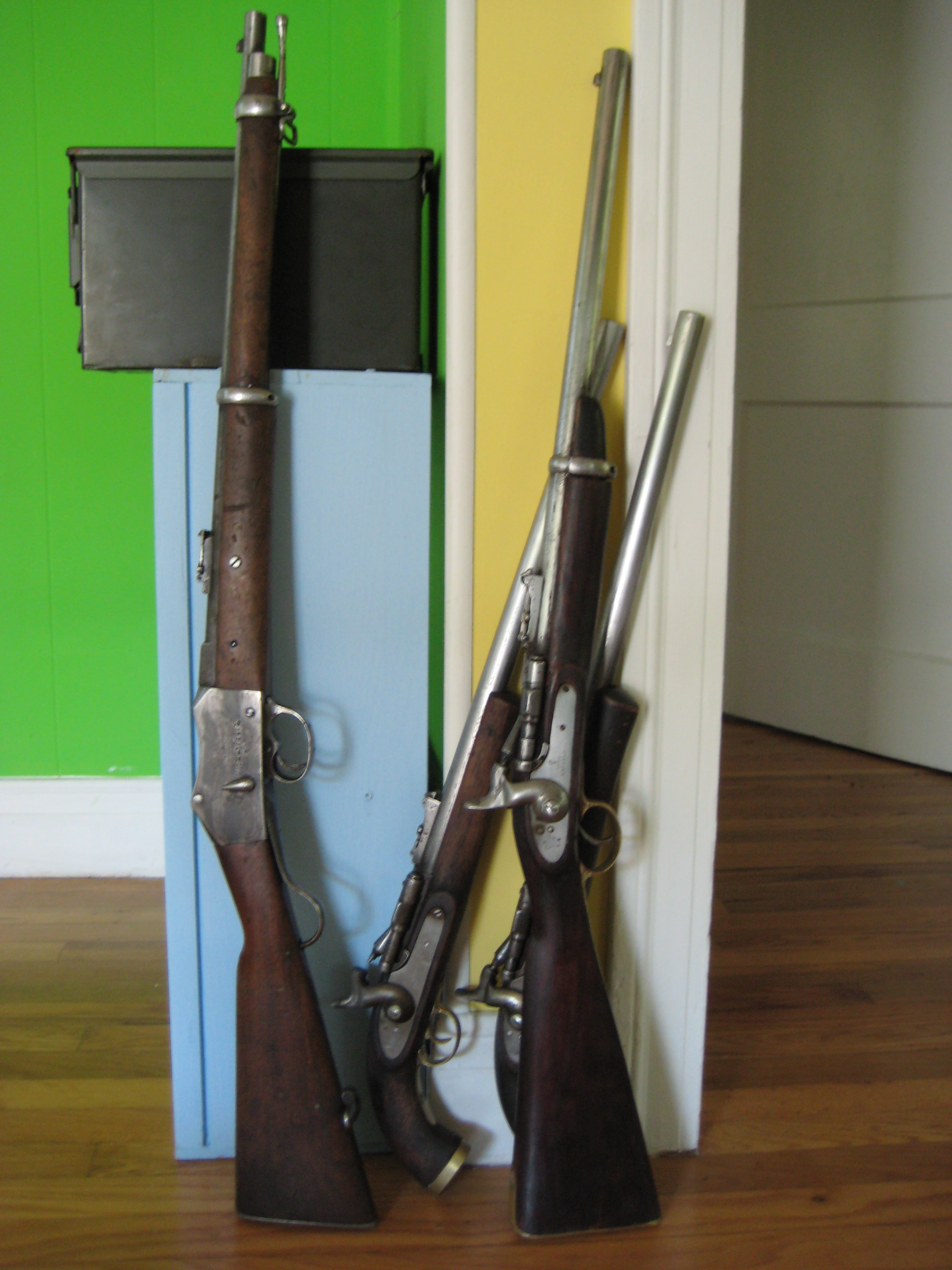
Копії британських гвинтівок Мартіні і Снайдера зроблені в Хайберському регіоні

Копії з Хайберського проходу — вогнепальна зброя, виготовлена кустарним чином зброярами в Хайберському проході, регіоні розташованому між Пакистаном і Афганістаном.
Область вже давно має репутацію району виробництва неліцензованих копій вогнепальної зброї домашнього виготовлення, з використанням підручних матеріалів — таких як залізничні рейки, брухт автомобілів та інший металобрухт. Якість такої зброї коливається в широких межах, починаючи від такої як на заводі-виробнику, до небезпечно поганої.

## Моделі

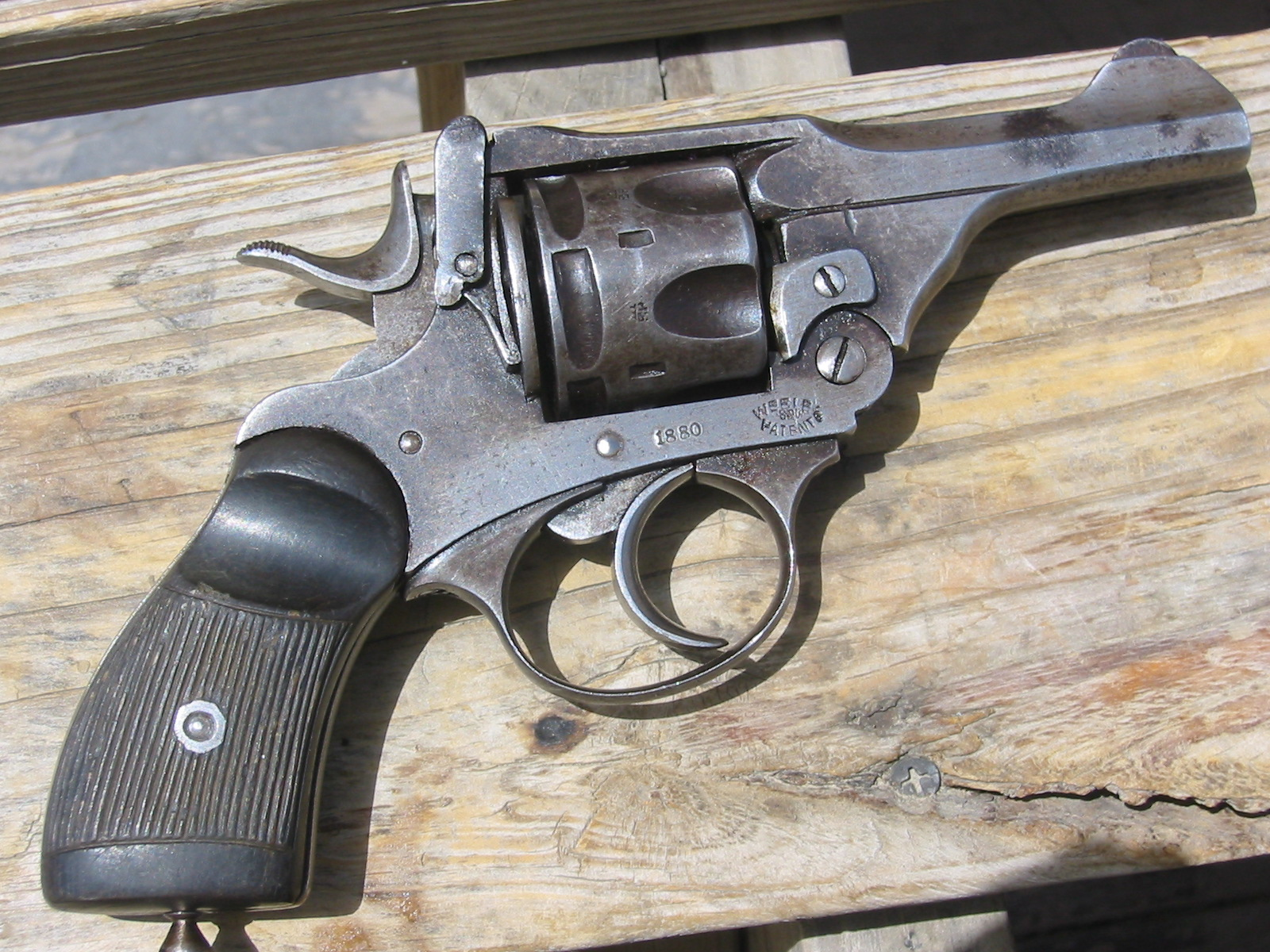
Копія кишенькового револьверу Веблі калібру .38 СВ, куплена в аеропорті Баграм, Афганістан.

Серед копій з Хайберського проходу найбільш часто зустрічаються копії британської військової вогнепальної зброї, зокрема, гвинтівки Мартіні–Генрі, Мартіні–Енфілді та Лі–Енфілд, хоча автомати АК-47, револьвери Веблі, пістолети Токарєв ТТ-33, Кольт M1911 і Браунінг Хай-Пауер також зустрічаються. У Сполучених Штатах автомат Калашникова, що складається з суміші частин АК різних стилів, іноді називають АК Хайберського проходу, адже, як і хайберівська зброя, вони несхожі на будь-яку гвинтівку вироблену фабрикою або використовуваною регулярною військовою силою. Типовим прикладом «АК Хайберського проходу» є штампований приймач АКМ під патрон 7.62×39 мм, оснащений трикутним складним прикладом, характерним для російських АКС-74.[джерело?]
Зброярі Хайберського проходу вперше набули зразки різної англійської службової зброї протягом дев'ятнадцятого століття, під час британських військових експедицій в Північно-Західне прикордоння, які вони використовували, щоб зробити копії. Під час Другої Світової Війни, деякі місцеві нерегулярні війська користувалися гвинтівками з Хайберського проходу — частково з фінансових причин, а почасти через побоювання, що війська будуть красти гвинтівки і дезертувати, якщо видати їм більш якісні гвинтівки британського або Індійського виробництва.

## Ідентифікація
Зброя з Хайберського проходу, як правило, скопійована з гвинтівки-зразка (яка сама може бути копією з Хайберського проходу), із усім маркуванням і іншими деталями. Це не рідкість, побачити гвинтівки з Хайберського проходу з численними помилками і специфічними ідентифікуючими елементами, зокрема:
- Орфографічні помилки в маркуванні (найбільш поширеним з яких є EИFIELD замість ENFIELD)[2][3]
- V.R. (Victoria Regina) вензель після 1901 – королева Вікторія померла в 1901 році, так що будь-які гвинтівки, зроблені після цього повинні мати штамп "E.R" (Edward Rex, маючи на увазі короля Едуарда VII)
- Як правило, поступаються якістю виготовлення, в тому числі слабкий або м'який метал, погано оброблені дерев'яні деталі, маркування нанесене занадто сильним ударом.[джерело?]

## Боєприпаси
Окрім контрафактної зброї у цьому районі є також контрафактні боєприпаси. Як правило, вони засновані на малопотужних сучасних патронах .30-го калібру сумісних з 7.63×25 мм Маузер і 7.62×25мм ТТ. Патрони .32-го калібру сумісні з .32 ACP / 7.65 мм Браунінг [7.65×17mmSR]. 12-й калібр сумісний з патронами 12 калібру [18.5x70mmR] для дробовиків.

44-й калібр сумісний з патронами 7.92×33 мм Курц для автомата другої світової війни StG 44. У Пакистані була заборона на нарізну зброю, призначену для стрільби бойовими патронами; використання патронів 44-го калібру було лазівкою в законі, поки їх конкретно не заборонили в 2012 році. Він був використаний в копіях АКМ, зроблених або модифікованих під цей патрон. Це був популярний патрон, тому що було легко модифікувати АКМ під нього, і він дозволяв використовувати стандартні магазини від АК. Зокрема боєприпаси 44-го калібру робились під брендом Saquib.
Боєприпаси, що використовуються в регіоні Хайберського проходу найчастіше мають невеличку порохову навіску, робляться з різних порохів або навіть старої кіно/фотоплівки (яка містить нітроцелюлозу, основний компонент бездимного пороху); не можна очікувати, щоб копії з Хайберського проходу  витримували тиск, породжений сучасними комерційними боєприпасами. Кілька колекціонерів самостійно зробили дуже невеличку навіску патронів для їх гвинтівок з Хайберського проходу і стріляли з них, на великий особистий ризик.[джерело?]
Упаковка і клейма часто є підробленими версіями якісних іноземних брендів, таких як GECO (Gustav Genschow & Co.), Golden Tiger (Vympel IIRC), China Sport  (NORINCO), MEN (Metallwerk Elisenhütte Nassau), і PPU (Prvi Partizan Užice). Місцеві вмільці підробляють навіть барвисті фірмові упаковки, такі як Buffalo, Diamond, Double Dragon, Double Star, Federal SKF, Goodluck, Gorilla, and Tiger SBR.
Хайберська збройова компанія, місцевий виробник боєприпасів, випускає продукцію під брендом Expert або X-Pert. Він використовує підроблені упаковки боєприпасів Вінчестер, з патронами маркованими фальшивими клеймами Державного заводу 311 NORINCO.
Нові гільзи і оболонки куль, як правило, зроблені з омідненої стали, як в китайських боєприпасах. Гільзи іноді переробляються з вкрадених американських або НАТО-вських військових гільз. У випадку з 5.56 мм НАТО вони обрізаються і змінюють форму, щоб пристосувати їх для патронів .30-го калібру. У випадку з 9×19 мм Парабелум вони обрізаються та споряджаються під патрони .380 АСР / 9×17 мм короткі або 9×18 мм Макаров.